# University Grants Commission (Bangladesch)
Die University Grants Commission (UGC) (bengalisch বিশ্ববিদ্যালয় মঞ্জুরী কমিশন) von Bangladesch wurde am 16. Dezember 1972 gegründet. Sie wurde gemäß der Präsidialverordnung (PO Nr. 10 von 1973) der Regierung der Volksrepublik Bangladesch gegründet. Im Jahr 2010 kündigte die Regierung von Bangladesch (GOB) die Einführung von Reformen in der University Grants Commission (UGC) an und beschloss, UGC in Higher Education Commission von Bangladesh (HEC) umzuwandeln.

## Zweck
Das UGC ist das Spitzengremium aller angeschlossenen öffentlichen, privaten und internationalen Universitäten in Bangladesch.
Es stellt Mittel für "staatlich finanzierte Universitäten" in Bangladesch bereit. Ihre Aufgabe ist es, die Qualität der Hochschulbildung im ganzen Land sicherzustellen. Private Universitäten müssen vor ihrer Tätigkeit die Genehmigung der UGC einholen. Die UGC wurde ins Leben gerufen, um die Autonomie der Universitäten aufrechtzuerhalten. Das zugrunde liegende Prinzip ist, dass die Regierung nicht direkt mit den Universitäten verhandeln sollte. Diese Rolle soll stattdessen die UGC übernehmen. UGC bietet herausragenden Studenten Stipendien an, finanziert Forschung und organisiert Seminare.